# إبراهيم الحمر
إبراهيم الحمر رجل أعمال وسياسي وطيار بحريني.

## النشأة والتعليم
في عام 1973 حصل على شهادة البكالوريوس في تخصص الحسابات القومية من هولندا.
حصل على شهادة الماجستير من إحدى الجامعات الأميركية في العام 1982.

## المسيرة المهنية
عند عودته إلى البحرين في أواخر 1973 اختاره وكيل وزارة المالية في ذلك الوقت إبراهيم عبد الكريم والذي أصبح فيما بعد وزيرا للمالية ضمن مجموعة شباب منتقاة بعد عودته من الخارج لإعداد بحث حول ميزانية الأسرة بهدف قياس معدل التضخم في البحرين وكان ذلك في بداية العام 1974. عمل وكيلا مساعدا للموازنة بوزارة المالية إذ أشرف من خلال منصبه الجديد على الإعداد لما يسمى بالتخطيط المالي وكانت لديه رؤية مستقبلية للإعداد لدليل مالي يضع الأطر العامة للصرف والدخل كذلك العمل على إيجاد نظم محاسبية جيدة للوصول إلى الهدف العام وهو تقوية وزارة المالية في تلك الحقبة. كانت رغبته بالمساهمة في عملية الدعم لمختلف القطاعات سببا رئيسيا لاختيار عددٍ من الجهات له لأن يكون عضوا بها ففي العام 1986 حدثت كبوة بنك البحرين والكويت نتيجة لانخفاض سوق الأسهم وتدخلت الحكومة لإنقاذ الموقف عن طريق صندوق التقاعد والتأمينات الاجتماعية لدعم البنك من جديد. أصبح عضو اللجنة التنفيذية ومجلس إدارة بنك البحرين والكويت بدءا من العام 1986 حتى العام 2000.
عين في العام 1990 عضوا في مجلس إدارة شركة طيران الخليج. ثم عمل وكيل مساعد للطيران المدني في العام 1991. بدأ في دراسة الطيران مطلع التسعينيات في الولايات المتحدة وحصل على إجازة الطيران خلال عام ونصف. عمل قبطان طائرة على خطوط طيران الخليج. في العام 2001 وقع الاختيار عليه ليكون الرئيس التنفيذي لشركة طيران الخليج حتى مايو 2002.
انتقل إلى قطر للعمل قبطان طائرة في شركة الخطوط الجوية القطرية.
في عام 2003 انتقل إلى دولة الإمارات وساهم في تأسيس شركة العربية للطيران في إمارة الشارقة بالتعاون مع عدد من المستثمرين واستمر عمله فيها حتى 2007.
في مارس 2006 عاد إلى قطر لتأسيس شركة الطيران الخاص رايزن جت.
في عام 2007 عاد إلى البحرين للمساهمة في تأسيس شركة طيران البحرين (منخفضة الكلفة) وعين عضوا منتدبا فيها حتى نهاية الشركة في 12 فبراير 2013.